# Operazione Rekstok
L'operazione Rekstok è stata una serie di raid sudafricani nel territorio meridionale dell'Angola, avvenuti il 7 marzo 1979, durante la guerra d'indipendenza della Namibia. L'operazione durò sei giorni. Partendo dall'Ovamboland le forze del SADF entrarono in Angola e attaccarono le basi dello SWAPO presso Mongua, Oncocua, Henhombe e Heque. Nel corso delle operazioni un bombardiere del SAAF venne abbattuto, uccidendo il tenente Wally Marais e il sottotenente O. J. Doyle. Il SADF partecipò all'operazione Rekstok e in contemporanea all'Operazione Saffraan, per poi svolgere l'Operazione Sceptic.